# 신고전파 경제학
신고전파 경제학(新古典經濟學)은 애덤 스미스의 '보이지 않는 손'으로 상징되는 고전파 경제학을 계승한 학파로, 정부의 적극 개입을 주장한 케인스 경제학에 대응해 형성된 학파다. '합리적 인간'이 논리의 바탕이다. 시장을 자율에 맡기면 가격의 기능에 의해 생산과 소비가 적절히 조화되고 경제도 안정적으로 성장한다는 것이다. 시장에 인위적으로 개입하지 않는 '작은 정부'를 옹호한다.
원래는 영국 고전파의 전통을 중시한 알프레드 마셜의 경제학을 일컫는 말로 여겨지지만, 일반적으로는 한계혁명 이후의 효용 이론과 시장균형 분석을 받아들인 경제학을 가리킨다. 현재 신고전파 경제학은 미시경제학의 주류 학파가 되었으며, 케인스 경제학과 함께 주류 경제학을 이루고 있다. 거시경제학에서 일컫는 새고전파 경제학(new classical economics)은 신고전파 경제학(neoclassical economics)과는 구별된다.

## 신고전파 경제학의 가정
신고전파 경제학은 다음 3가지 가정에 기반을 두고 있다.
1. 완전한 계약의 가정(complete contracting assumption): 시장 거래의 핵심적인 조건이 계약 속에 포함되어 있다. 여기서 완전한 계약은 모든 조건이 계약에 포함되어 있고, 큰 비용을 들이지 않고 집행할 수 있는 계약을 의미한다.
2. 규모에 대한 수익 체증(increasing return to scale)이 발생하지 않는다.
3. 모든 집단에 속한 집단원들이 그들의 집단을 위하여 일할 때 그 집단은 최대의 이익을 가진다.

## 같이 보기
- 한계주의
- 시장 경제
- 미시경제학